# Псёмен
Псёмен — река в России, протекает по территории Урупского района Карачаево-Черкесии. Устье реки находится в 46 км по правому берегу реки Большой Лабы. Длина реки составляет 10 км, площадь водосборного бассейна — 54 км².

## Данные водного реестра
По данным государственного водного реестра России относится к Кубанскому бассейновому округу, водохозяйственный участок реки — Лаба от истока до впадения реки Чамлык. Речной бассейн реки — Кубань.
Код объекта в государственном водном реестре — 06020000712108100003496.